# Girls Who Code
Girls Who Code est une organisation à but non lucratif qui vise à soutenir et augmenter le pourcentage de femmes dans le domaine de l'informatique en dotant les jeunes femmes des compétences techniques nécessaires pour saisir les opportunités du XXIe siècle. L'organisation s'efforce de combler l'inégalité des genres dans les métiers de la technologie, et de changer l'image du développeur en informatique. Girls Who Code propose un programme d'immersion de sept semaines en été, un programme universitaire spécialisé de deux semaines, des clubs parascolaires et une série de 13 livres à succès édités par Penguin Random House.

## Histoire
Reshma Saujani crée Girls Who Code en 2012 alors qu'elle mène sa campagne de candidature au Congrès des États-Unis. Au cours de sa campagne, elle visite des écoles et constate l'absence des filles dans les classes d'informatique. L'organisation crée alors des programmes d'enseignement pendant l'année scolaire pour les lycéennes, programmes visant à développer les compétences informatiques, dont la programmation, la robotique et la conception de site Web. Certaines sessions comprennent des projets et des voyages dans des entreprises telles Twitter et Facebook,. 
En 2014, environ 150 clubs Girls Who Code sont installés à travers les États-Unis. En décembre 2014, 3 000 lycéennes ont terminé un programme Girls Who Code, dont 95 % se sont dirigées vers une majeure en informatique à l'université.
Reshma Saujani participe à une conférence TED en 2016. Elle déclare que les filles sont mal préparées pour leur avenir, « we’re raising our girls to be perfect and we’re raising our boys to be brave. ». En apprenant à coder, elles apprennent à prendre des risques « Coding is an endless process of trial and error, trying to get the right command in the right place, with sometimes just a semicolon making the difference between success and failure. Code breaks and falls apart. It often takes many, many tries until that magical moment when what you’re trying to build comes to life. It requires perseverance. It requires imperfection. »
En août 2017, l'association lance une série de 13 livres avec Penguin Random House, dont un livre de non-fiction, Girls Who Code: Learn to Code and Change the World, et plusieurs livres de fiction.
En 2019, l'organisation annonce son objectif de créer 10 000 clubs dans les 50 États, ce qui en fait le plus grand programme informatique pour les filles aux États-Unis et en 2020, Girls Who Code lance un programme d'immersion d'été virtuel, gratuit, et d'une durée de 2 semaines en réponse à la pandémie de Covid-19, le programme desservant 5 000 filles au cours de sa première année,.
En février 2021, Girls Who Code compte plus de 80 000 anciennes étudiantes qui entrent sur le marché du travail. Les clubs et programmes Girls Who Code ont touché plus de 300 000 filles dans le monde en mars 2021, essentiellement aux États-Unis, au Canada, au Royaume-Uni et en Inde.

## Partenariats
L'organisation est parrainée par un certain nombre de sociétés de logiciels et de technologies, dont AOL, Google, Microsoft,, et AT&T.
En 2016, Girls Who Code s'associe à Accenture pour réfléchir à l'avenir de la technologie informatique. Il s'ensuit la publication d'un rapport contenant des recommandations visant à réduire les inégalités de genre en informatique.
Girls Who Code annonce également la sortie d'une application sur l'App Store.
Dell Technologies est associé à l'organisation pour soutenir les programmes parascolaires pour les jeunes filles.
Le 11 octobre 2018, Girls Who Code s'associe à TikTok et lance le hashtag #raiseyourhand. L'application a annoncé donner 1 $ pour chaque vidéo publiée qui utilise le hashtag avec un maximum de 10 000 $.

## Distinctions
Les efforts de l'organisation pour combler l'inégalité des genres en informatique lui ont valu plusieurs distinctions. Saujani a été reconnue pour « sa vision et ses efforts pour combler les inégalités des genres dans le domaine de la technologie. »
Parmi les anciennes étudiantes de Girls Who Code figurent Andrea Gonzales et Sophie Houser, les créatrices du jeu vidéo Tampon Run (en).